# Anthem of the Peaceful Army
Anthem of the Peaceful Army é o primeiro álbum de estúdio da banda de rock americana Greta Van Fleet. O álbum foi lançado em 19 de outubro de 2018 e conta com os dois primeiros lançamentos originais da banda, Black Smoke Rising e From the Fires. O primeiro single, "When the Curtain Falls", foi lançado em julho de 2018. O álbum foi o mais vendido em sua semana de estreia nos Estados Unidos, vendendo 80.000 cópias.

## Origens
A banda foi formada em 2012, entretanto, só passou a conseguir mais amplo sucesso em 2017, com o lançamento dos EPs Black Smoke Rising e From the Fires. Os singles "Highway Tune" e "Safari Song" entraram no topo do ranking de Mainstream Rock da Billboard por cinco e três semanas respectivamente. A partir do sucesso das canções, a banda gravou enfim um álbum de longa duração.

## Escrita e composição
O plano original da banda era gravar rapidamente canções escritas durante os últimos cinco anos, período em que tiveram maior número de músicas e ideias. Entretanto, ao iniciar o processo, a banda optou por escrever e gravar várias novas obras, tudo durante um curto intervalo de duas semanas combinadas pelo estúdio. Foi explicado posteriormente que 75% do álbum foi gravado e composto nas sessões de 2018. Eles experimentaram mais no estúdio com diferentes tons e instrumentos em comparação aos EPs. Uma guitarra havaiana foi usada em "Anthem" e uma guitarra modificada para soar como uma Sitar em "Watching Over". O nome do álbum refere-se a um poema que Josh Kiszka escreveu em um ônibus de turnê. No estúdio, o projeto se tornou o que Sam Kiszka reconheceu como um álbum conceitual que englobava questões ecológicas assim como temas sobre ódio, maldade e ganância. Músicas adicionais foram compostas durante a estadia em uma cabana nas florestas de Chattanooga, Tennessee.

## Lançamento e promoção
O primeiro single, "When the Curtain Falls", foi lançado em Julho de 2018, juntamente com a estreia da banda em rede nacional no programa de televisão The Tonight Show Starring Jimmy Fallon. Em Outubro de 2018, o single havia atingido terceiro lugar no ranking Mainstream Rock da Billboard. O título do álbum, Anthem of the Peaceful Army, assim como a data de estreia, 19 de Outubro de 2018, foram anunciados em Setembro de 2018. Um pequeno teaser do álbum juntamente com uma nova música, "Watching Over", também foram lançados no período. Outras canções "Lover, Leaver", "Anthem" e "You're the One" foram lançadas após o álbum em 21 de Setembro, 5 e 16 de Outubro, respectivamente. No dia antes do lançamento, a banda organizou uma promoção online que permitia os usuários ouvirem a canção "Age of Man" caso eles caminhassem até um parque local e abrissem o link por um celular. Versões digitais tem uma levemente diferente lista de faixas em relação às cópias físicas, incluindo uma versão alternativa de "Lover Leaver".

## Recepção
As críticas de Anthem of the Peaceful Army foram divididas. O álbum conquistou, no Metacritic, uma nota 53 de 100, baseada em 13 análises. A revisita Classic Rock elogiou o álbum, afirmando que se tratava de "um dos mais excitantes discos lançados por uma banda nova nos últimos anos". Por outro lado, a Esquire argumentou que "o estado da música de guitarra, no geral, tem esperado por um novo Black Keys ou Kings of Leon para reativar o interesse em um som rápido e ágil," ao explicar o louvor sobre o álbum, mas a música na verdade era "ruim e toda a estética parecia falsa" por ter sido lançado por uma grande gravadora. Jeremy D. Larson da Pitchfork fez duras críticas ao álbum, chamando de "fetiche boomer meia-boca".
A Time elegeu "Lover, Leaver" como a 9ª pior música de 2018.

## Faixas
Todas as faixas escritas e compostas por Joshua Michael Kiszka, Jacob Thomas Kiszka, Samuel Francis Kiszka, e Daniel Robert Wagner. 
| N.º            | Título                            | Duração |  |
| 1.             | "Age of Man"                      | 6:06    |  |
| 2.             | "The Cold Wind"                   | 3:16    |  |
| 3.             | "When the Curtain Falls"          | 3:42    |  |
| 4.             | "Watching Over"                   | 4:28    |  |
| 5.             | "Lover, Leaver (Taker, Believer)" | 6:01    |  |
| 6.             | "You're the One"                  | 4:25    |  |
| 7.             | "The New Day"                     | 3:44    |  |
| 8.             | "Mountain of the Sun"             | 4:30    |  |
| 9.             | "Brave New World"                 | 5:00    |  |
| 10.            | "Anthem"                          | 4:41    |  |
| Duração total: | Duração total:                    | 45:53   |  |